# 2145 Blaauw
2145 Blaauw è un asteroide della fascia principale del diametro medio di circa 34,2 km. Scoperto nel 1976, presenta un'orbita caratterizzata da un semiasse maggiore pari a 3,2121601 au e da un'eccentricità di 0,1014343, inclinata di 15,01306° rispetto all'eclittica.
L'asteroide è dedicato all'astronomo olandese Adriaan Blaauw.